# Eleccions parlamentàries poloneses de 2023
Les Eleccions parlamentàries poloneses de 2023 van tenir lloc el diumenge 15 d'octubre. Es van disputar escons tant a la cambra baixa, al Sejm com al Senat. A les urnes també es va votar un referèndum que contenia quatre preguntes sobre la política econòmica i d'immigració del govern.

## Resultats
L'aliança de la Dreta Unida, tot i mantenir la majoria d'escons, no va aconseguir la majoria suficient del Sejm. L'oposició, formada per les aliances Coalició Cívica, Tercera Via i L'Esquerra, van aconseguir un vot total combinat del 54%, aconseguint formar un govern de coalició majoritari. Al Senat, l'aliança electoral de l'oposició Pacte del Senat 2023 va guanyar la majoria tant en vots com en escons, permetent a les forces d'oposició tenir el control de les dues cambres. La participació va ser del 74,4%, la més alta de les eleccions disputades i la més alta des de la caiguda de la República Popular, superant els rècords anteriors del 1989 i el 2019.

### Sejm
|                                               |                                                |                                                |            |           |           |       |
| Partit i Aliances                             | Partit i Aliances                              | Partit i Aliances                              | Vots       | %         | Escons    | +/−   |
|                                               |                                                | Llei i Justícia (PiS)                          | 6.286.250  | 29.11     | 157 / 460 | 30    |
|                                               | Polònia Sobirana (SP)                          | 465.024                                        | 2.15       | 18 / 460  | 8         |       |
|                                               | Els Republicans (R)                            | 99.373                                         | 0.46       | 4 / 460   | 3         |       |
|                                               | Kukiz'15 (K'15)                                | 74.959                                         | 0.35       | 2 / 460   | 2         |       |
|                                               | Independents                                   | 715.248                                        | 3.31       | 13 / 460  | 8         |       |
| Dreta Unida (ZP)                              | Dreta Unida (ZP)                               | 7.640.854                                      | 35.38      | 194 / 460 | 41        |       |
|                                               |                                                | Plataforma Cívica (PO)                         | 4.992.932  | 23.12     | 122 / 460 | 20    |
|                                               | Independents                                   | 879.645                                        | 4.07       | 22 / 460  | 14        |       |
|                                               | Moderna (.N)                                   | 375.776                                        | 1.74       | 6 / 460   | 13        |       |
|                                               | Iniciativa Polonesa (iPL)                      | 99.373                                         | 0.46       | 4 / 460   | 3         |       |
|                                               | Els Verds (PZ)                                 | 67.203                                         | 0.31       | 3 / 460   | =         |       |
|                                               | AGROunia (AU)                                  | 53.571                                         | 0.25       | 1 / 460   | 1         |       |
|                                               | Bon Moviment (DR)                              | 8.254                                          | 0.04       | 0 / 460   | =         |       |
| Coalició Cívica (KO)                          | Coalició Cívica (KO)                           | 6.629.402                                      | 30.70      | 157 / 460 | 23        |       |
|                                               |                                                | Polònia 2050 (P2050)                           | 1.561.542  | 7.23      | 33 / 460  | Nou   |
|                                               | Partit Popular Polonès (PSL)                   | 1.189.629                                      | 5.51       | 28 / 460  | 9         |       |
|                                               | Independents                                   | 268.326                                        | 1.24       | 1 / 460   | 9         |       |
|                                               | Centre per a Polònia (CdPL)                    | 70.117                                         | 0.32       | 3 / 460   | 3         |       |
|                                               | Unió de Demòcrates Europeus (UED)              | 21.056                                         | 0.10       | 0 / 460   | 1         |       |
| Tercera Via (TD)                              | Tercera Via (TD)                               | 3.110.670                                      | 14.40      | 65 / 460  | 35        |       |
|                                               |                                                | Nova Esquerra (NL)                             | 1.199.503  | 5.55      | 19 / 460  | 19    |
|                                               | Esquerra Junts (LR)                            | 453.730                                        | 2.10       | 7 / 460   | 1         |       |
|                                               | Independents                                   | 205.785                                        | 0.95       | 0 / 460   | 5         |       |
| L'Esquerra (Lewica)                           | L'Esquerra (Lewica)                            | 1.859.018                                      | 8.61       | 26 / 460  | 23        |       |
|                                               |                                                | Nova Esperança (NN)                            | 551.901    | 2.56      | 6 / 460   | 3     |
|                                               | Confederació (KON)                             | 341.188                                        | 1.58       | 7 / 460   | 4         |       |
|                                               | Independents                                   | 272.424                                        | 1.25       | 3 / 460   | 3         |       |
|                                               | Moviment Nacional (RN)                         | 199.149                                        | 0.92       | 0 / 460   | 5         |       |
|                                               | Confederació de la Corona Polonesa (KKP)       | 182.573                                        | 0.85       | 2 / 460   | 2         |       |
| Confederació Llibertat i Independència (KWiN) | Confederació Llibertat i Independència (KWiN)  | 1.547.364                                      | 7.16       | 18 / 460  | 7         |       |
|                                               | Activistes del govern local no partidista (BS) | Activistes del govern local no partidista (BS) | 401.054    | 1.86      | 0 / 460   | =     |
|                                               | Hi ha una Polònia (PJJ)                        | Hi ha una Polònia (PJJ)                        | 351.099    | 1.63      | 0 / 460   | =     |
|                                               | Minoria Alemanya (MN)                          | Minoria Alemanya (MN)                          | 25.778     | 0.12      | 0 / 460   | 1     |
|                                               | Moviment per la Pau i la Prosperitat (RDiP)    | Moviment per la Pau i la Prosperitat (RDiP)    | 24.850     | 0.12      | 0 / 460   | =     |
|                                               | País Normal (NK)                               | País Normal (NK)                               | 4.606      | 0.02      | 0 / 460   | =     |
|                                               | Antipartit (AP)                                | Antipartit (AP)                                | 1.156      | 0.01      | 0 / 460   | =     |
|                                               | Moviment Polonès de Reparació (RNP)            | Moviment Polonès de Reparació (RNP)            | 823        | 0.00      | 0 / 460   | =     |
|                                               |                                                |                                                |            |           |           |       |
| Vots vàlids                                   | Vots vàlids                                    | Vots vàlids                                    | 21.596.674 | 98.31     |           |       |
| Vots nuls i blancs                            | Vots nuls i blancs                             | Vots nuls i blancs                             | 370.217    | 1.69      |           |       |
| Total                                         | Total                                          | Total                                          | 21.596.545 | 100.00    | 460       | =     |
| Registrats/Participació                       | Registrats/Participació                        | Registrats/Participació                        | 29.532.595 | 74.38     | 12,64     | 12,64 |
| Font: Polish Parliamentary Elections          |                                                |                                                |            |           |           |       |

Resultats electorals per powiats
Resultats electorals per gminas

### Senat
|                         |                                                  |                                                  |                                                  |            |          |          |       |
| Partit i Aliances       | Partit i Aliances                                | Partit i Aliances                                | Partit i Aliances                                | Vots       | %        | Escons   | +/-   |
|                         |                                                  |                                                  | Plataforma Cívica (PO)                           | 5.107.360  | 23.86    | 36 / 100 | 2     |
|                         | Independents                                     | 1.079.935                                        | 5.05                                             | 5 / 100    | 4        |          |       |
| Coalició Cívica (KO)    | Coalició Cívica (KO)                             | 6.187.295                                        | 28.91                                            | 41 / 100   | 2        |          |       |
|                         |                                                  | Partit Popular Polonès (PSL)                     | 1.282.952                                        | 5.99       | 5 / 100  | 2        |       |
|                         | Polònia 2050 (P2050)                             | 622.693                                          | 2.91                                             | 4 / 100    | Nou      |          |       |
|                         | Unió de Demòcrates Europeus (UED)                | 198.074                                          | 0.93                                             | 1 / 100    | =        |          |       |
|                         | Centre per a Polònia (CdPL)                      | 177.158                                          | 0.83                                             | 1 / 100    | Nou      |          |       |
|                         | Independents recolzats per PL2050                | 104.047                                          | 0.49                                             | 1 / 100    | Nou      |          |       |
|                         | Independents                                     | 77.436                                           | 0.36                                             | 0 / 100    | Nou      |          |       |
| Tercera Via (TD)        | Tercera Via (TD)                                 | 2.462.360                                        | 11.50                                            | 11 / 100   | 8        |          |       |
|                         |                                                  | Nova Esquerra (NL)                               | 659.650                                          | 3.08       | 5 / 100  | 4        |       |
|                         | Esquerra Junts (LR)                              | 294.150                                          | 1.37                                             | 2 / 100    | Nou      |          |       |
|                         | Partit Socialista Polonès (PPS)                  | 59.980                                           | 0.28                                             | 1 / 100    | =        |          |       |
|                         | Unió del Treball (UP)                            | 55.372                                           | 0.26                                             | 1 / 100    | 1        |          |       |
|                         | Independents                                     | 62.487                                           | 0.29                                             | 0 / 100    | Nou      |          |       |
| L'Esquerra (Lewica)     | L'Esquerra (Lewica)                              | 1.131.639                                        | 5.29                                             | 9 / 100    | 7        |          |       |
|                         | Independents del Pacte                           | Independents del Pacte                           | 573.060                                          | 3.28       | 4 / 100  | 1        |       |
| Pacte del Senat 2023    | Pacte del Senat 2023                             | Pacte del Senat 2023                             | 10.354.354                                       | 48.38      | 65 / 100 | 14       |       |
|                         |                                                  | Llei i Justícia (PiS)                            | Llei i Justícia (PiS)                            | 6.352.852  | 29.68    | 29 / 100 | 9     |
|                         | Polònia Sobirana (SP)                            | Polònia Sobirana (SP)                            | 131.649                                          | 0.62       | 1 / 100  | 1        |       |
|                         | Els Republicans (R)                              | Els Republicans (R)                              | 64.020                                           | 0.30       | 0 / 100  | Nou      |       |
|                         | Independents                                     | Independents                                     | 901.354                                          | 4.21       | 4 / 100  | 2        |       |
| Dreta Unida (ZP)        | Dreta Unida (ZP)                                 | Dreta Unida (ZP)                                 | 7.449.875                                        | 34.81      | 34 / 100 | 14       |       |
|                         | Confederació de Llibertat i Independència (KWiN) | Confederació de Llibertat i Independència (KWiN) | Confederació de Llibertat i Independència (KWiN) | 1.443.836  | 6.75     | 0 / 100  | =     |
|                         | Activistes del govern local no partidista (BS)   | Activistes del govern local no partidista (BS)   | Activistes del govern local no partidista (BS)   | 1.049.919  | 4.91     | 0 / 100  | =     |
|                         | Nova Democràcia - Sí (ND-T)                      | Nova Democràcia - Sí (ND-T)                      | Nova Democràcia - Sí (ND-T)                      | 95.691     | 0.45     | 0 / 100  | Nou   |
|                         | Mirosław Piasecki Candidat a Senador             | Mirosław Piasecki Candidat a Senador             | Mirosław Piasecki Candidat a Senador             | 58.102     | 0.27     | 0 / 100  | =     |
|                         | Hi ha una Polònia (PJJ)                          | Hi ha una Polònia (PJJ)                          | Hi ha una Polònia (PJJ)                          | 55.418     | 0.26     | 0 / 100  | Nou   |
|                         | Unió de Families Cristianes (ZChR)               | Unió de Families Cristianes (ZChR)               | Unió de Families Cristianes (ZChR)               | 51.206     | 0.24     | 0 / 100  | Nou   |
|                         | Silesians Junts (SR)                             | Silesians Junts (SR)                             | Silesians Junts (SR)                             | 50.274     | 0.23     | 0 / 100  | =     |
|                         | Lliure i Solidària (WiS)                         | Lliure i Solidària (WiS)                         | Lliure i Solidària (WiS)                         | 42.956     | 0.20     | 0 / 100  | Nou   |
|                         | Polska 2050 (P.2050)                             | Polska 2050 (P.2050)                             | Polska 2050 (P.2050)                             | 30.763     | 0.14     | 0 / 100  | Nou   |
|                         | Minoria Alemanya (MN)                            | Minoria Alemanya (MN)                            | Minoria Alemanya (MN)                            | 29.390     | 0.14     | 0 / 100  | =     |
|                         | Partit Pirata Polonès (PPP)                      | Partit Pirata Polonès (PPP)                      | Partit Pirata Polonès (PPP)                      | 27.286     | 0.13     | 0 / 100  | Nou   |
|                         | Unió Eslava (ZS)                                 | Unió Eslava (ZS)                                 | Unió Eslava (ZS)                                 | 25.802     | 0.12     | 0 / 100  | =     |
|                         | Candidats independents                           | Candidats independents                           | Candidats independents                           | 638.126    | 2.98     | 1 / 100  | 3     |
|                         |                                                  |                                                  |                                                  |            |          |          |       |
| Vots vàlids             | Vots vàlids                                      | Vots vàlids                                      | Vots vàlids                                      | 21.402.998 | 97.49    |          |       |
| Vots en blanc i nuls    | Vots en blanc i nuls                             | Vots en blanc i nuls                             | Vots en blanc i nuls                             | 552.032    | 2.51     |          |       |
| Total                   | Total                                            | Total                                            | Total                                            | 21.955.030 | 100.00   | 100      | =     |
| Registrats/Participació | Registrats/Participació                          | Registrats/Participació                          | Registrats/Participació                          | 29.532.595 | 74.31    | 12,57    | 12,57 |

Aliança guanyadora per circumscripció
Partit guanyador per circumscripció

## Conseqüències
Llei i Justícia va ser el partit més votat, però els tres principals partits de l'oposició van obtenir la majoria d'escons al Sejm. Mateusz Morawiecki es va convertir en Primer Ministre de Polònia però l'11 de desembre de 2023 va perdre una moció de confiança, i d'acord a l'establert a la Constitució de Polònia, un grup d'almenys 46 diputats podia presentar un altre candidat a primer ministre, que fou Donald Tusk de Plataforma Cívica, qui es va convertir en nou Primer Ministre.